# Afromolorchus
Afromolorchus is een kevergeslacht uit de familie van de boktorren (Cerambycidae). De wetenschappelijke naam van het geslacht werd voor het eerst geldig gepubliceerd in 1959 door Tippmann.

## Soorten
Afromolorchus omvat de volgende soorten:
- Afromolorchus bispinosus Adlbauer, 2005
- Afromolorchus capensis Tippmann, 1959